# Halobacteroidaceae
 Halobacteroidaceae  è una famiglia di batteri appartenente all'ordine Halanaerobiales.
Comprende i seguenti generi:
- Acetohalobium
- Halanaerobacter
- Halobacteroides
- Halonatronum
- Natroniella
- Orenia
- Selenihalanaerobacter
- Sporohalobacter